# Šroubel

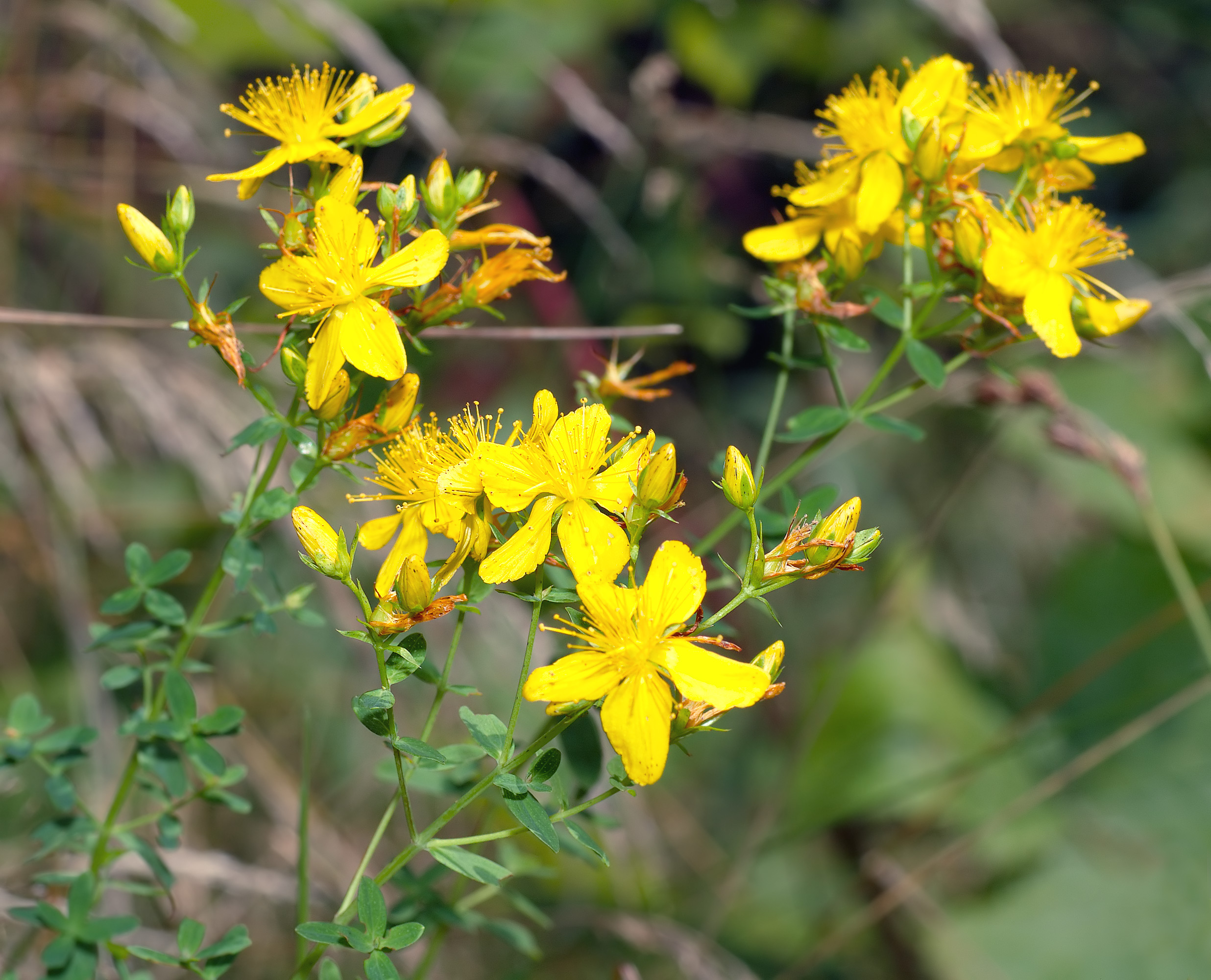
Dvojitý šroubel (třezalka pěkná)

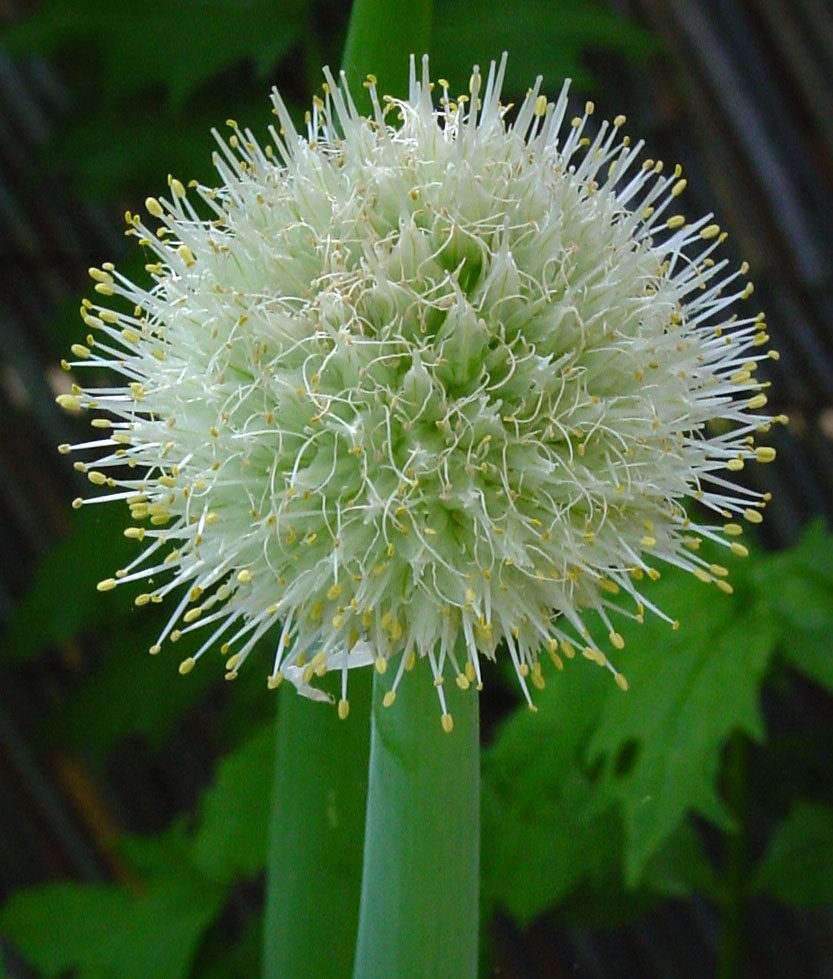
Šroubel se zkráceným vřetenem (cibule obecná)

Šroubel (lat. bostryx) je jednoduché květenství patřící do skupiny vrcholičnatých. Vrcholičnatá květenství se vyznačují tím, že vřeteno (pokračování stonku v květenství) vyrůstá tak zkráceno, že ho boční větve přerůstají.
Šroubel je druh jednoramenného vrcholíku, kterému z úžlabí dvou vstřícných listenů vyrůstá jen jediná větev která se větví stejným způsobem. Dále květní stopky jsou pouze na jedné straně, avšak vždy s odchylkou o určitý úhel (šroubovitě) a listeny jsou na protilehlé straně. Květy jsou postupně šroubovitě odchýleny. (Základní varianta)

## Druhy šroubele
Vyskytují se tyto varianty:

### Jednoduchý, základní varianta
Šroubel má vřeteno šroubovitě stočeno tak, že květní stopky jsou na jedné straně a listeny na protilehlé straně. Květy jsou šroubovitě odchýleny. Tato základní varianta se vyskytuje řídce.

### Dvojitý
Na vřetenu vyrůstají šroubovitě stočené květní stopky s listeny proti sobě ve dvou řadách. Dvojitý šroubel se vyskytuje častěji než jednoduchý – např. čeleď třezalkovité (Hypericaceae).

### Se zkráceným vřetenem
Vřeteno může být také značně zkráceno, takže zdánlivě připomíná okolík (nazývá se také nesprávně šroubel okoličnatý nebo lichookolík) – např. čeleď česnekovité (Alliaceae) a šmelovité (Butomaceae).